# Nhamundá
Nhamundá, amtlich Município de Nhamundá, ist eine brasilianische Gemeinde im Bundesstaat Amazonas. Der Hauptort und Sitz des Munizips liegt auf einer Insel, früher bekannt als  Ilha das Cotias, in der Seenplatte des unteren Amazonasbeckens. Im Jahr 2021 lebten schätzungsweise 21.710 Menschen in Nhamundá.

## Namensherkunft
Benannt ist die Gemeinde nach dem gleichnamigen Fluss Rio Nhamundá.

## Geografie

### Lage
Die Stadt liegt 375 km Luftlinie von der Hauptstadt des Bundesstaates (Manaus) entfernt auf einer Insel im Amazonas-See Lago Abuí.
Nachbargemeinden sind im Süden Parintins, im Westen Urucará, im Norden Caroebe, im Osten Oriximiná, Faro und Terra Santa.

### Klima
In der Stadt herrscht Tropisches Klima (Monsun) (Af) mit einer Jahresdurchschnittstemperatur von 26,3 °C.

## Kultur

### Volksfest
Bekannt ist das alljährliche Fischerfest, bei dem ein Wettfischen nach der Fischart Tucunaré veranstaltet wird. Es ist das größte Fischerfest seiner Art im Bundesstaat Amazonas.